# Claude Confortès
Claude Confortès est un acteur, dramaturge et réalisateur et français né le 28 février 1928 à Saint-Maur-des-Fossés (Seine) et mort le 15 juin 2016 à Bry-sur-Marne (Val-de-Marne). Il également écrit plusieurs pièces sous le pseudonyme de Claude Satèsen.

## Biographie

### Jeunesse et études
Claude Confortès naît le 28 février 1928 à Saint-Maur-des-Fossés. Après de études de lettres, il étudie le théâtre avec Jacques Lecoq avant d'entrer dans la troupe du Théâtre national populaire (TNP) que dirige Jean Vilar.

### Carrière
Il s'intéresse très tôt à la dramaturgie, adaptant dès 1954 des textes de Ruzzante. Sa première pièce, Le Gisant (1958), lui vaut les encouragements de Vilar. En 1962, Roger Blin met en lecture Le Marathon qui sera traduite en 30 langues et jouée dans de nombreux pays. 
En 1964, il devient l'assistant de Claude Berri auprès duquel il s'initie à la réalisation sur Le Vieil Homme et l'Enfant (1966), Mazel Tov ou le Mariage (1968) et Le Pistonné (1970). En 1969, il assiste Peter Brook au Centre international de recherche théâtrale. 
Il fait la connaissance du dessinateur Georges Wolinski en 1968, dont il adapte l'album Je ne veux pas mourir idiot à la scène, devenant le pionnier du genre. Devant le succès public, il écrit avec lui Je ne pense qu'à ça qui sera jouée au théâtre Gramont en 1969, puis Le Roi des cons au théâtre de la Gaîté-Montparnasse en 1975. Puis c'est au tour du dessinateur Jean-Marc Reiser avec Vive les femmes en 1982. Il adaptera plusieurs de ces pièces au cinéma : Le Roi des cons en 1980, Vive les femmes ! en 1984 et Paulette, la pauvre petite milliardaire en 1986.

### Mort

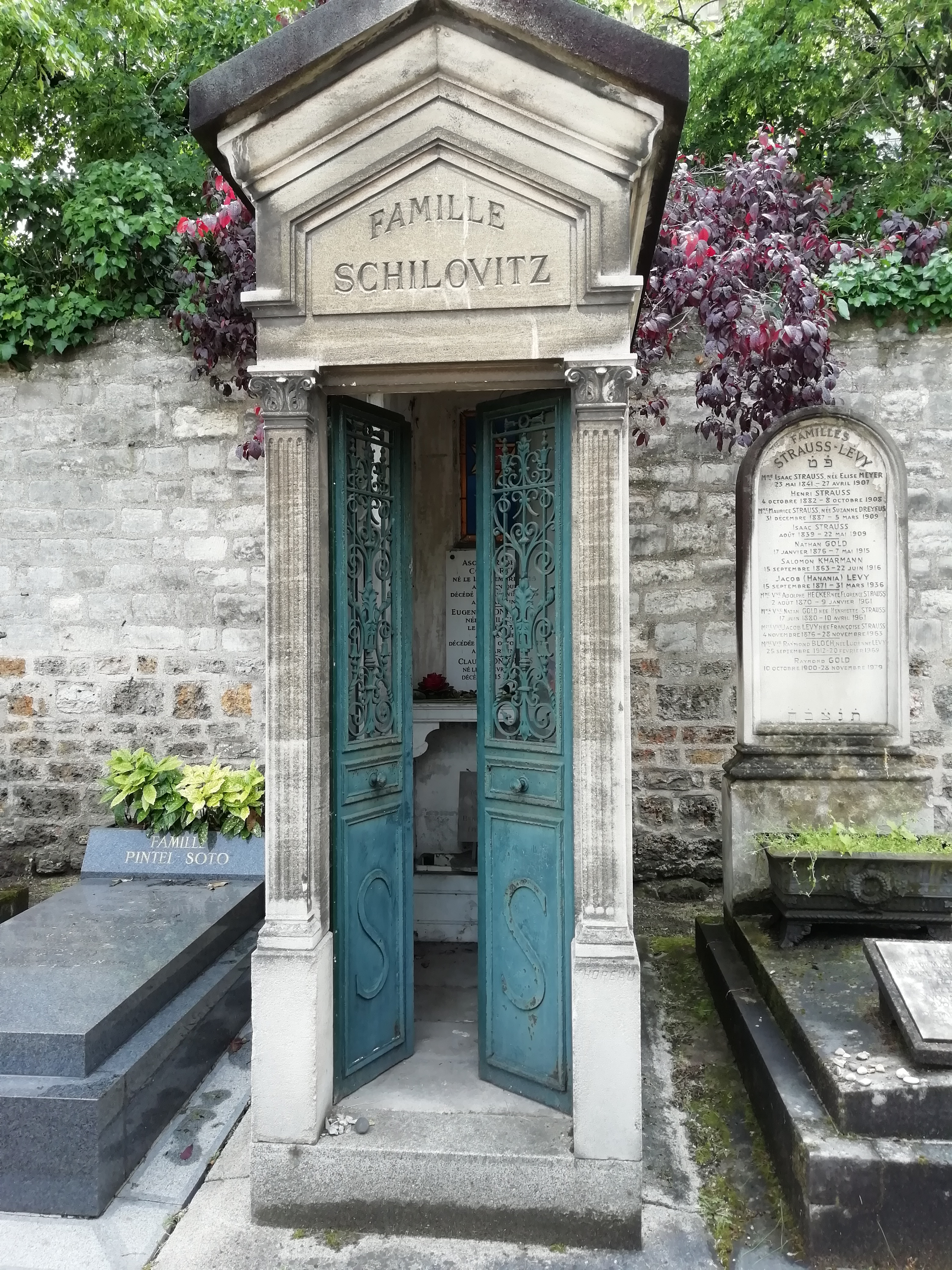
Tombe de Claude Confortès au cimetière du Montparnasse (division 24).

Claude Confortès meurt le 15 juin 2016 à Bry-sur-Marne, à l'âge de 88 ans. Il est inhumé dans la chapelle familiale du cimetière du Montparnasse (division 24).

## Théâtre

### En tant que comédien
- 1956 : L'Avare de Molière, mise en scène Jean Vilar, TNP-Chaillot : La Merluche
- 1959 : Maréchal P… de Georges Arnaud, mise en scène François Maistre, salle des fêtes de l'Hôtel de Ville (La Seyne-sur-Mer) : 1er Waffen-SS / 1er milicien
- 1960 : Hamlet de William Shakespeare, mise en scène Maurice Jacquemont, théâtre des Champs-Élysées : un servant
- 1960 : Hamlet de William Shakespeare, mise en scène Claude Barma, Grand Théâtre de la Cité (Carcassonne) : un comédien
- 1961 : La Paix d'après Aristophane, mise en scène Jean Vilar, TNP-Chaillot : le chœur
- 1962 : L'Avare de Molière, mise en scène Jean Vilar, TNP-Chaillot et festival d'Avignon : La Merluche
- 1964 : Le Mariage de Witold Gombrowicz, mise en scène Jorge Lavelli, théâtre Récamier : un ivrogne / un dignitaire
- 1964 : La vie est un songe d'après Pedro Calderón de la Barca, mise en scène Philippe Desboeuf, théâtre du Tertre : Clarin
- 1965 : Pourquoi pas Vamos de Georges Conchon, mise en scène Jean Mercure, théâtre Édouard-VII : le cameraman
- 1967 : Les Bouquinistes d'Antoine Tudal, mise en scène Claude Confortès, théâtre Hébertot : Gus
- 1968 : Je ne veux pas mourir idiot d'après Georges Wolinski, mise en scène Claude Confortès, théâtre des Arts
- 1974 : Le Marathon de Claude Confortès, mise en scène de l'auteur, théâtre de la Commune : Nazaire Rimbaud
- 1974 : Madras, la nuit où… d'Eduardo Manet, mise en scène Claude Confortès, festival d'Avignon : Alcibiar
- 1975 : La Tribu d'argile de Claude Confortès, Rencontres internationales d'art contemporain de La Rochelle :Homme Vrai / Kcharx
- 1979 : Procès à Prague d'Ariane Mnouchkine : Václav Havel
- 1979 : C'est l'an 2000 ! C'est merveilleux !, théâtre de l'Est lyonnais
- 1982 : Le prisonnier Vaniek est vivant de Claude Confortès, festival d'Avignon
- 1989 : L'Innocentement de Claude Confortès, théâtre des Bouffes-du-Nord
- 1999 : Le Petit-Maître corrigé de Marivaux, théâtre Antoine : le Comte
- 2002 : Une nuit avec… Vladimir Holan d'après Vladimír Holan, maison de la Poésie

### En tant que metteur en scène
- 1966-1967 : Les Bouquinistes d'Antoine Tudal, théâtre Récamier puis théâtre Hébertot
- 1968 : Je ne veux pas mourir idiot d'après Georges Wolinski, théâtre des Arts
- 1969 : Je ne pense qu'à ça de Georges Wolinski et Claude Confortes, théâtre Gramont
- 1973-1974 : Le Marathon de Claude Confortès, Comédie des Alpes - théâtre mobile de la Maison de la culture de Grenoble puis théâtre de la Commune
- 1974 : Madras, la nuit où… d'Eduardo Manet, festival d'Avignon
- 1975 : Le Roi des cons d'après Georges Wolinski, théâtre de la Gaîté-Montparnasse
- 1978 : Pas un navire à l'horizon d'Henri Mitton, La Cour des miracles
- 1979-1980 : Contes et Exercices de conversation et de diction française pour étudiants américains, d'après Eugène Ionesco, théâtre Daniel-Sorano (Vincennes) puis théâtre de la Potinière
- 1981 : La Tour de la Défense de Copi, théâtre Fontaine
- 1982-1983 : Vive les femmes d'après Jean-Marc Reiser, théâtre de la Gaîté-Montparnasse puis théâtre Fontaine
- 1987 : L'Éprouvette de Mathilda Loufrani et Katy Bonnot, La Pépinière-Théâtre
- 1997 : L'Hiver sous la table de Roland Topor, Studio-Théâtre de la Comédie-Française
- 2002 : Les Conquérantes de Gérard Bagardie, théâtre Rive gauche
- 2004 : Lettre d'amour de Fernando Arrabal, théâtre du Rond-Point
- 2015 : Je ne veux pas mourir idiot d'après Georges Wolinski, théâtre Déjazet

### En tant qu'auteur
- 1954 : Ruzzante revient de guerre, d'après un texte d'Angelo Beolco dit Ruzzante, Festival d'été d'Épinal
- 1957 : Le Mystère du trèfle à trois feuilles, Festival d'été d'Épinal
- 1958 : Le Gisant, théâtre poétique de Paris
- 1958 : La Princesse Turandot, d'après Carlo Gozzi, théâtre de l'Alliance française
- 1963 : Léna ou la Châtelaine, d'après Leah Goldberg, théâtre Édouard-VII
- 1968 : Les Amours de la marchande d'épices, ORTF
- 1968 : Je ne veux pas mourir idiot d'après Georges Wolinski, théâtre de la Commune
- 1969 : Je ne pense qu'à ça avec Georges Wolinski, théâtre Gramont
- 1972 : Le Marathon, théâtre de Poche (Bruxelles)
- 1972 : Gaspard, adapté de Kaspar de Peter Handke
- 1975 : La Tribu d'argile, Rencontres internationales d'art contemporain de La Rochelle
- 1975 : Le Roi des cons d'après Georges Wolinski, théâtre de la Commune
- 1977 : Le Lien, oratorio, musique de Laurent Petitgirard, salle Gaveau
- 1979 : C'est l'an 2000 ! C'est merveilleux !, théâtre de l'Est lyonnais
- 1979 : Contes et Exercices de conversation et de diction française pour étudiants américains, d'après Eugène Ionesco, théâtre Daniel-Sorano (Vincennes)
- 1980 : Le Gâteau aux myrtilles, lycée Gaston-Berger (Lille)
- 1982 : Le prisonnier Vaniek est vivant, festival d'Avignon
- 1982 : Vive les femmes, d'après les bandes dessinées de Jean-Marc Reiser, théâtre de la Gaîté-Montparnasse
- 1984 : Les Argileux, Rencontres d'été de la Chartreuse (Villeneuve-lès-Avignon)
- 1989 : L'Innocentement, théâtre des Bouffes-du-Nord
- 1992 : Les Olympiennes, Maison de la culture de Bourges
- 1996 : Les Mille Commissions de l'Europe céleste, théâtre des Millefontaines puis théâtre 13
- 1998 : Amour 2.041, théâtre de Proposition (Paris)
- 1998 : La Plaie - Dialogue d'un homme avec sa plaie, théâtre Essaïon
- 2000 : Déshonorons la guerre
- 2002 : Le Respect du public (Conférence), festival Terres d'auteurs (Le Havre)
- 2006 : Louise
- 2010 : De théâtre et d'eau fraîche

Source : Le Répertoire des auteurs de théâtre

## Filmographie

### Cinéma

#### En tant qu'acteur
- 1959 : Julie la Rousse de Claude Boissol
- 1960 : Zazie dans le métro de Louis Malle : Permanent
- 1962 : La Guerre des boutons d'Yves Robert : Nestor le postier
- 1964 : Et vint le jour de la vengeance (Behold a Pale Horse) de Fred Zinnemann
- 1964 : La Chance et l'Amour de Claude Berri : un soldat
- 1964 : 325.000 francs de Jean Prat : Le Bressan
- 1964 : Lucky Jo de Michel Deville : un inspecteur
- 1969 : Les Patates de Claude Autant-Lara : un gendarme
- 1970 : Le Cinéma de papa de Claude Berri
- 1970 : Les Choses de la vie de Claude Sautet : le docteur
- 1970 : Nous n'irons plus au bois de Georges Dumoulin
- 1972 : Aimez-vous les uns les autres... mais pas trop de Daniel Moosmann : le barman
- 1975 : Laberinto, court-métrage mexicain de Carlos Velo
- 1977 : Diabolo menthe de Diane Kurys : le confectionneur voyeur
- 1984 : Vive les femmes ! de Claude Confortès : l'aveugle
- 1986 : Cinématon #854 de Gérard Courant
- 1986 : Paulette, la pauvre petite milliardaire de Claude Confortès : Caruso
- 1986 : 37°2 le matin de Jean-Jacques Beineix : le propriétaire des bungalows
- 1990 : Le Dénommé de Jean-Claude Dague : le juge Courtois
- 1993 : Pas d'amour sans amour ! d'Évelyne Dress : un invité au cocktail
- 1997 : Amours décolorées de Gérard Courant

### En tant que réalisateur
- 1966 : Le Vieil Homme et l'Enfant de Claude Berri - en tant qu'assistant réalisateur
- 1968 : Mazel Tov ou le Mariage de Claude Berri - en tant qu'assistant réalisateur
- 1970 : Le Pistonné de Claude Berri - en tant qu'assistant réalisateur
- 1981 : Le Roi des cons
- 1984 : Vive les femmes !
- 1986 : Paulette, la pauvre petite milliardaire

### Télévision
- 1958-1962 : La Belle Équipe, série télévisée d'Ange Casta
- 1960 : Cyrano de Bergerac, téléfilm de Claude Barma : Bellerose
- 1963 : Le Chevalier de Maison Rouge, mini-série de Claude Barma
- 1963 : La Route, série télévisée de Pierre Cardinal
- 1964 : Gaspard des montagnes, mini-série de Claude Santelli : Benoni
- 1964 : Les Cinq Dernières Minutes, épisode Fenêtre sur jardin de Claude Loursais
- 1965 : Le Théâtre de la jeunesse : Sans-souci ou le Chef-d'œuvre de Vaucanson d'Albert Husson, réalisation Jean-Pierre Decourt : le second exempt
- 1965 : Commandant X, épisode Le Dossier Pyrénées de Jean-Paul Carrère : le paysan
- 1967 : Lagardère, mini-série de Jean-Pierre Decourt : le bateleur du théâtre des Prestiges
- 1967 : Les Cinq Dernières Minutes, épisode Voies de faits de Jean-Pierre Decourt
- 1968 : Les Compagnons de Baal, téléfilm de Pierre Prévert : le brigadier
- 1971 : La Duchesse de Berry de Jacques Trébouta : un soldat
- 1972 : Les Six Hommes en question d'Abder Isker : Pierre Langevin
- 1974 : Les Cinq Dernières Minutes, épisode Rouges sont les vendanges de Claude Loursais